# Palli (Haanja)
Palli – wieś w Estonii, w prowincji Võru, w gminie Haanja.